# كريستينا كوردوفا
كريستينا كوردوفا (بالإنجليزية: Cristina Córdova) هي نحّاتة أمريكية، ولدت في 1976.